# Székelydobó
Székelydobó (1899-ig Dobó, románul Dobeni, németül Dobendorf) falu Romániában Hargita megyében.

## Fekvése
Székelyudvarhelytől 10 km-re nyugatra, a Vágás-pataka völgyében
fekszik a Sükői-Rez déli lejtőjén.

## Története
A Szekérvárnak nevezett helyen a hagyomány szerint a 16.-17. századi parasztmozgalmak idején szekérvárat építettek. A Felső- és Alsódobó közti dombocskán állhatott Martonfalva, itt állott egykor Maróthy György székely kapitány kastélya.
1910-ben 773, 1992-ben 599 magyar lakosa volt. A trianoni békeszerződésig Udvarhely vármegye Udvarhelyi járásához tartozott.